# Colles Nili
Les Colles Nili són una estructura geològica de la superfície de Mart composta per una cadena de turons d'aproximadament 645 km de llargada, situada amb les coordenades planetocèntriques a 40.6 ° latitud N i 69.7 ° longitud E. Va rebre el nom d'un tret albedo localitzat a 38 ° latitud N i 295 ° longitud O. El nom va ser aprovat per la UAI l'any 1998. El terme "Colles" és utilitzat per turons petits o knobs.